# ان‌جی‌سی ۴۰۱
ان‌جی‌سی ۴۰۱ (انگلیسی: NGC 401) نام یک کهکشان در صورت فلکی ماهی است.